# ICC Champions Trophy
De ICC Champions Trophy was een crickettoernooi tussen de beste landen ter wereld en werd georganiseerd door de International Cricket Council (ICC). Er werd gespeeld in de spelvorm One Day International. Het toernooi is tussen 1998 en 2017 acht keer gehouden. Destijds was alleen het wereldkampioenschap cricket belangrijker. De eerste twee edities hadden een andere naam; de ICC KnockOut Trophy.

## Geschiedenis
In eerste instantie was het toernooi opgezet als een kort toernooi om geld te genereren voor de ontwikkeling van de sport in de niet-testlanden waarbij de eerste edities in Bangladesh en Kenia zijn gehouden. Vanwege het grote commerciële succes werd het toernooi vervolgens gehouden in de grote cricketlanden zoals India en Engeland als grote inkomstenbron voor de ICC. Later fungeerde het toernooi als een mini-wereldkampioenschap waarbij alle testcricketlanden meededen. Om het echte wereldkampioenschap niet in de weg te zitten, was het een knock-outtoernooi met een korte doorlooptijd. Echter, vanaf 2002 was er een groepsfase met aansluitend eliminatiewedstrijden, maar nog steeds met een korte doorlooptijd van zo'n twee weken.
Het aantal deelnemers varieerde over de jaren; in het begin deden alle testlanden mee en tussen 2000 en 2004 namen ook enkele geassocieerde leden deel. Sinds 2009 doen alleen de acht beste testcricketlanden mee, gebaseerd op de wereldranglijst een half jaar voorafgaand aan het toernooi. In totaal is het land in zeven verschillende landen gehouden. Het vaakst in Engeland, drie keer. Dertien landen hebben aan het toernooi meegedaan.
Het toernooi werd door de ICC geschrapt in zijn streven om per spelvorm slechts één hoofdtoernooi te organiseren. In plaats van dit toernooi organiseert de ICC sindsdien het wereldkampioenschap testcricket.
Australië en India wonnen het toernooi met twee keer het vaakst. Een van titels moet India delen met Sri Lanka omdat in 2002 de finale niet door kon gaan vanwege het slechte weer. Andere winnaars zijn Zuid-Afrika, Nieuw-Zeeland, West Indies en Pakistan met elk één titel. Geen enkel niet-testland overleefde de eerste ronde.

## Resultaten
| Jaar | Gastland          | Finale                                                                                | Finale                                              | Finale                              |
| Jaar | Gastland          | Winnaar                                                                               | Resultaat                                           | Tweede                              |
| ---- | ----------------- | ------------------------------------------------------------------------------------- | --------------------------------------------------- | ----------------------------------- |
| 1998 | Bangladesh        | Zuid-Afrika 248/6 (47 overs)                                                          | Zuid-Afrika won met 4 wickets Scorecard             | West-Indië 245 all out (49.3 overs) |
| 2000 | Kenia             | Nieuw-Zeeland 265/6 (49.4 overs)                                                      | Nieuw-Zeeland won met 4 wickets Scorecard           | India 264/6 (50 overs)              |
| 2002 | Sri Lanka         | Sri Lanka 244/5 (50 Overs) & 222/7 (50 Overs) India 14/0 (2 Overs) & 38/1 (8.4 Overs) | vanwege de weersomstandigheden een gelijk spel.     | geen                                |
| 2004 | Engeland          | West-Indië 218/8 (48.5 overs)                                                         | West Indies won met 2 wickets Scorecard             | Engeland 217 all out (49.4 overs)   |
| 2006 | India             | Australië 116/2 (28.1 overs)                                                          | Australia won met 8 wickets (D/L methode) Scorecard | West-Indië 138 all out (30.4 overs) |
| 2009 | Zuid-Afrika       | Australië 206/4 (45.2 overs)                                                          | Australië won met 6 wickets Scorecard               | Nieuw-Zeeland 200/9 (50 overs)      |
| 2013 | Engeland en Wales | India 129/7 (20 overs)                                                                | India won met 5 runs Scorecard                      | Engeland 124/8 (20 overs)           |
| 2017 | Engeland en Wales | Pakistan 338/4 (50 overs)                                                             | Pakistan won met 180 runs Scorecard                 | India 158 all out (30.3 overs)      |

Bangladesh 1998 - Kenia 2000 - Sri Lanka 2002 - Engeland 2004 - India 2006 - Zuid-Afrika 2009 - Engeland en Wales 2013 - Engeland en Wales 2017